# Харіус східносибірський
Харіус східносибірський (Thymallus pallasii)  — харіус родини лососевих.   Самці можуть досягати розміру 44 см. 

## Поширення
Східносибірський харіус був вперше описаний з басейну Колими Пітером Сімоном Палласом. Ареал його поширення ще недостатньо визначений, але зазвичай він включає річки, що течуть до узбережжя Арктики на схід від річки Хатанга, через Східно-Сибірську рівнину і далі на схід до східного Сибіру, включаючи річки на Чукотському півострові, а також річки басейну Охотського моря, наприклад р. Ола в Магаданській області і Кухтуй в Хабаровському краї.